# Gaston Hubin
Gaston Hubin (ur. 10 lipca 1886 w Brukseli  – zm. 13 września 1950) – belgijski piłkarz grający na pozycji obrońcy. Był reprezentantem Belgii.

## Kariera klubowa
Swoją karierę piłkarską Hubin rozpoczął w klubie Racing Bruksela, w którym w sezonie 1902/1903 zadebiutował w pierwszej lidze belgijskiej. Wraz z Racingiem wywalczył dwa mistrzostwa Belgii w sezonach 1902/1903 i 1907/1908 oraz wicemistrzostwo w sezonie 1906/1907. W latach 1908–1912 grał w Excelsiorze Bruksela, w latach 1912-1923 - ponownie w Racingu Bruksela, a w latach 1923-1926 w Léopold FC.

## Kariera reprezentacyjna
W reprezentacji Belgii Hubin zadebiutował 26 października 1908 roku w wygranym 2:1 towarzyskim meczu ze Szwecją, rozegranym w Uccle. Od 1908 do 1914 roku rozegrał 21 meczów i strzelił 1 gola w kadrze narodowej.